# 鱼龙站 (京畿道)
魚龍站（：／ Eoryong yeok */?）是議政府輕軌沿線的一座高架車站，位於韓國京畿道議政府市松山洞。韓語副站名為「龍峴產業團地」（용현산업단지），以鄰近的龍峴產業園區命名。

## 車站構造
站體為2面2線側式月台的高架車站，候車月台設有月台幕門。

### 月台配置
| 㫐弟 ↑ |
| \| 上  |
| ↓ 松山 |

| 月台 | 路線          | 目的地                           |
| ---- | ------------- | -------------------------------- |
| 上行 | ●議政府輕電鐵 | 塞末、興宣、回龍、鉢谷方向       |
| 下行 | ●議政府輕電鐵 | 松山、塔石、複合文化融合園區方向 |

## 歷史
- 2012年7月1日：落成啟用。

## 車站周邊
- 龍峴產業園區
- 鄭文孚將軍墓（朝鲜语：정문부장군묘）
- 僱傭勞動部議政府支廳
- 乐天玛特議政府店

## 圖片

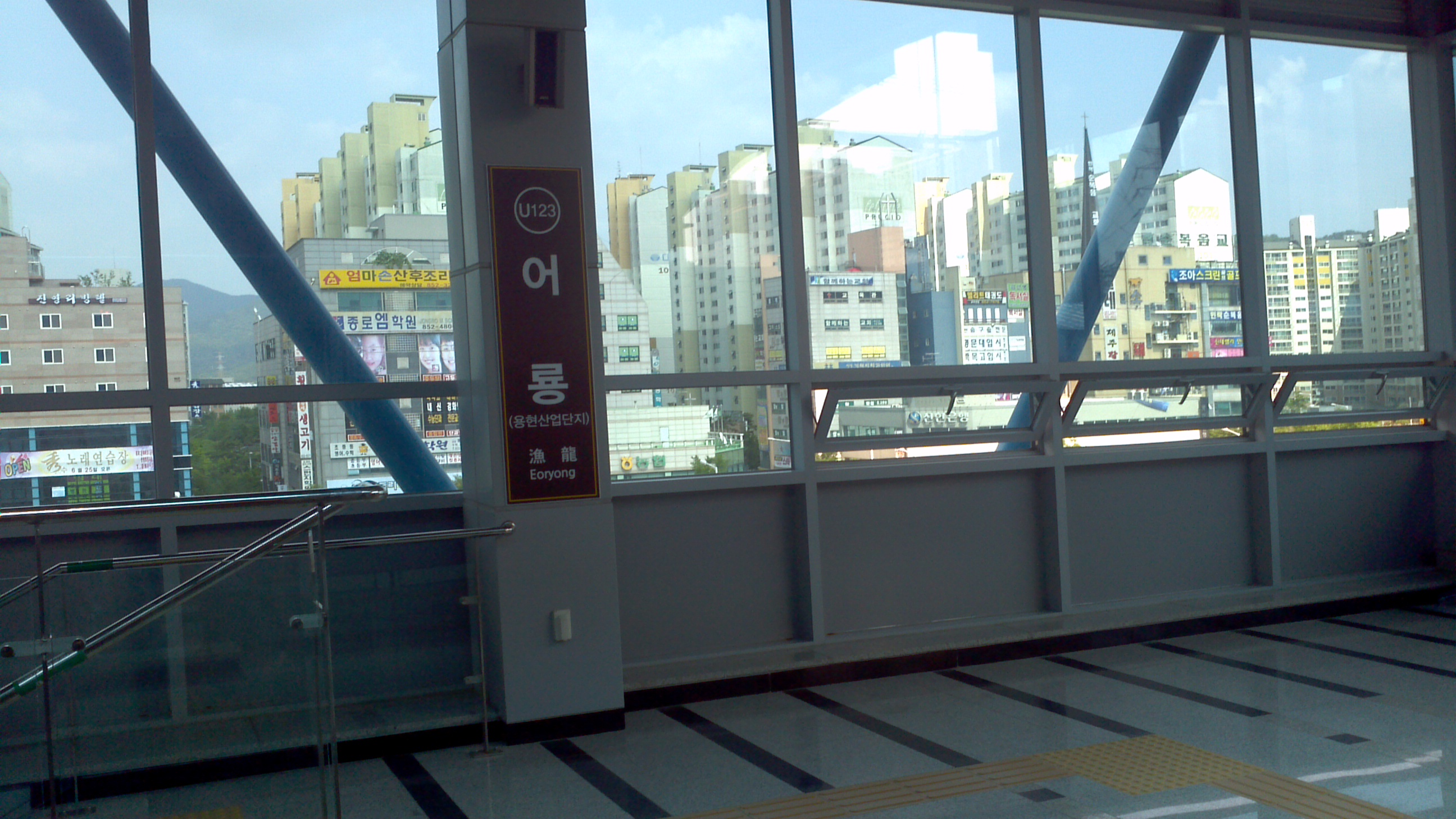
站名牌
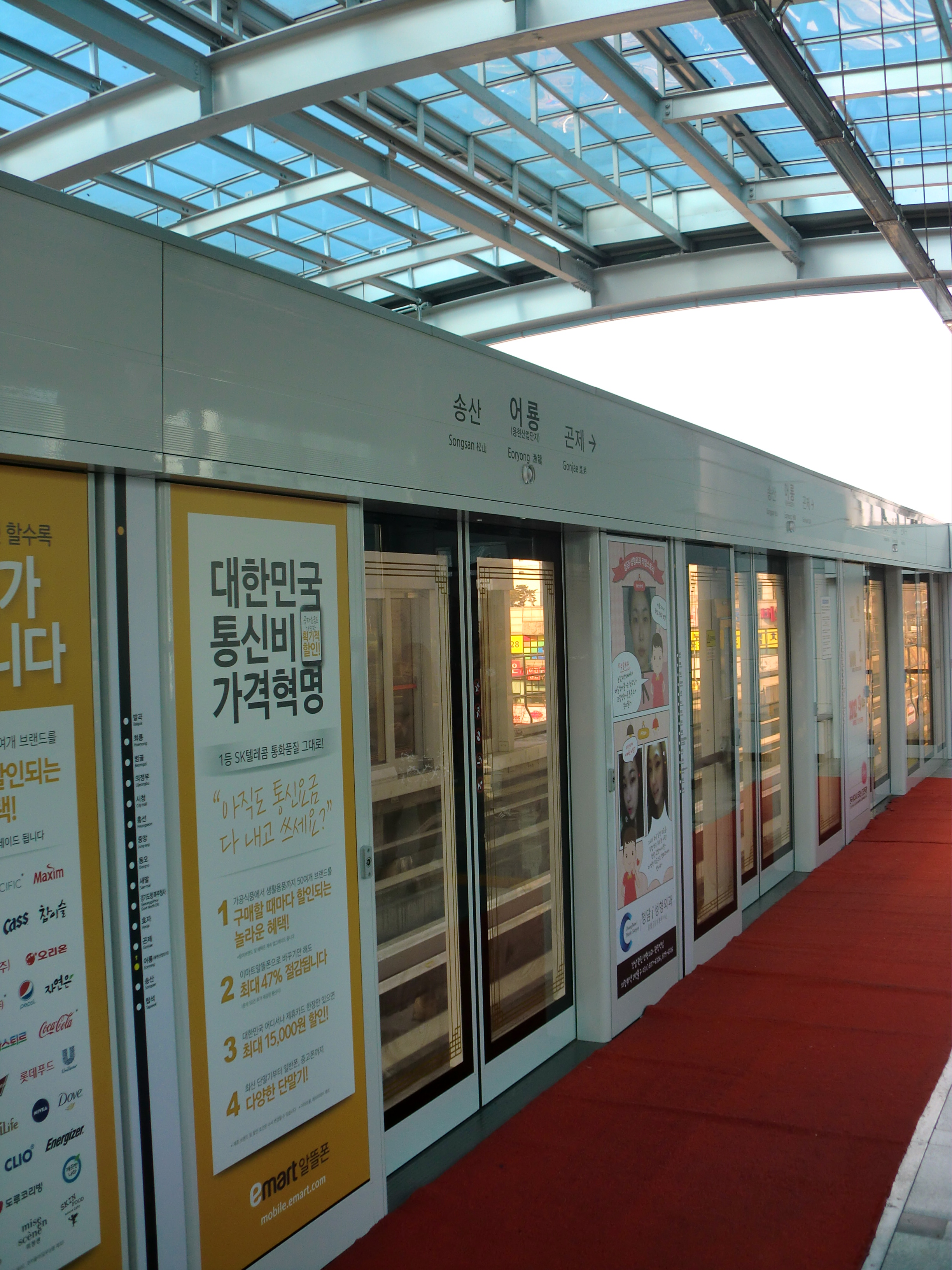
候車月台
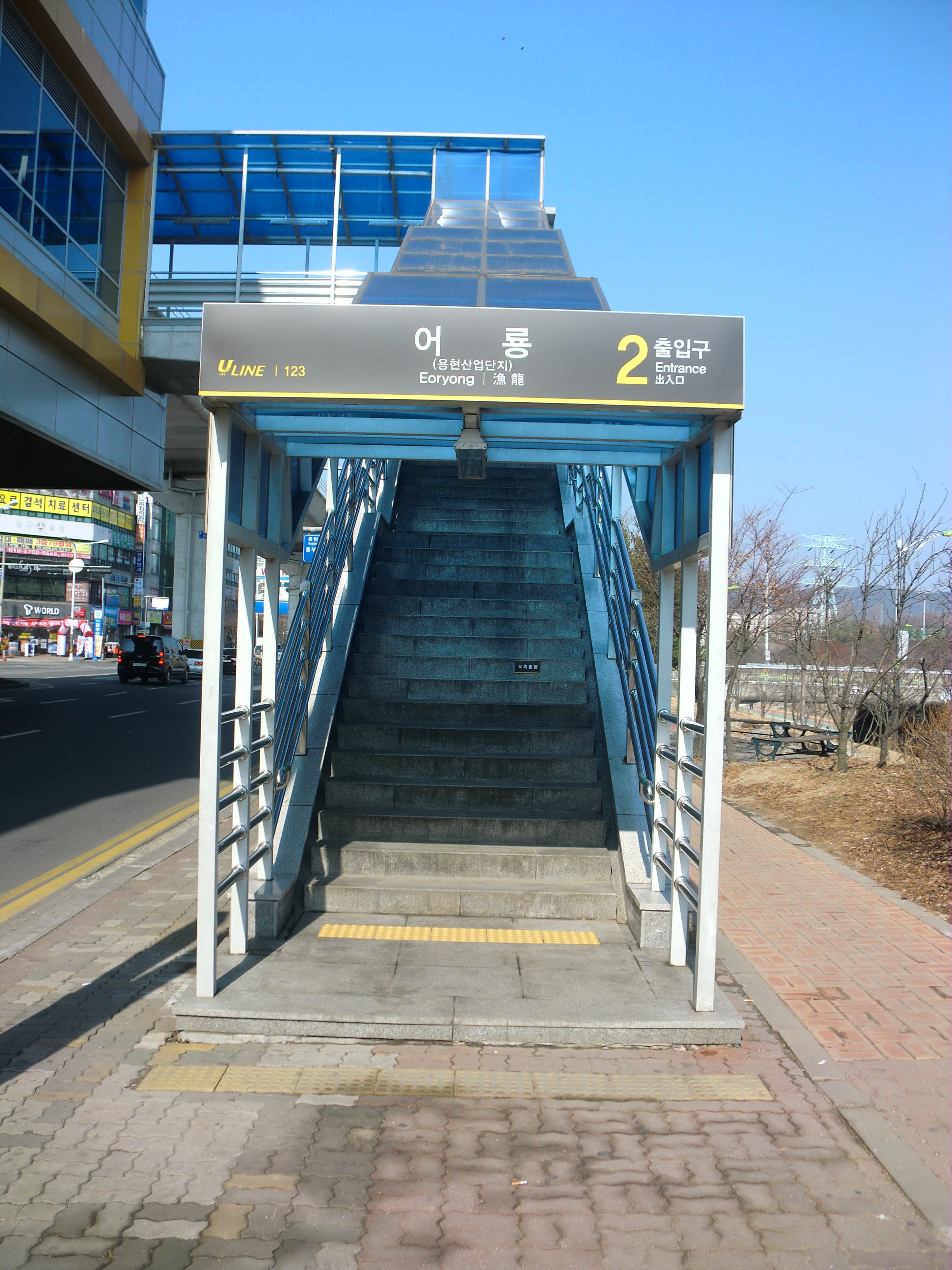
2號出口
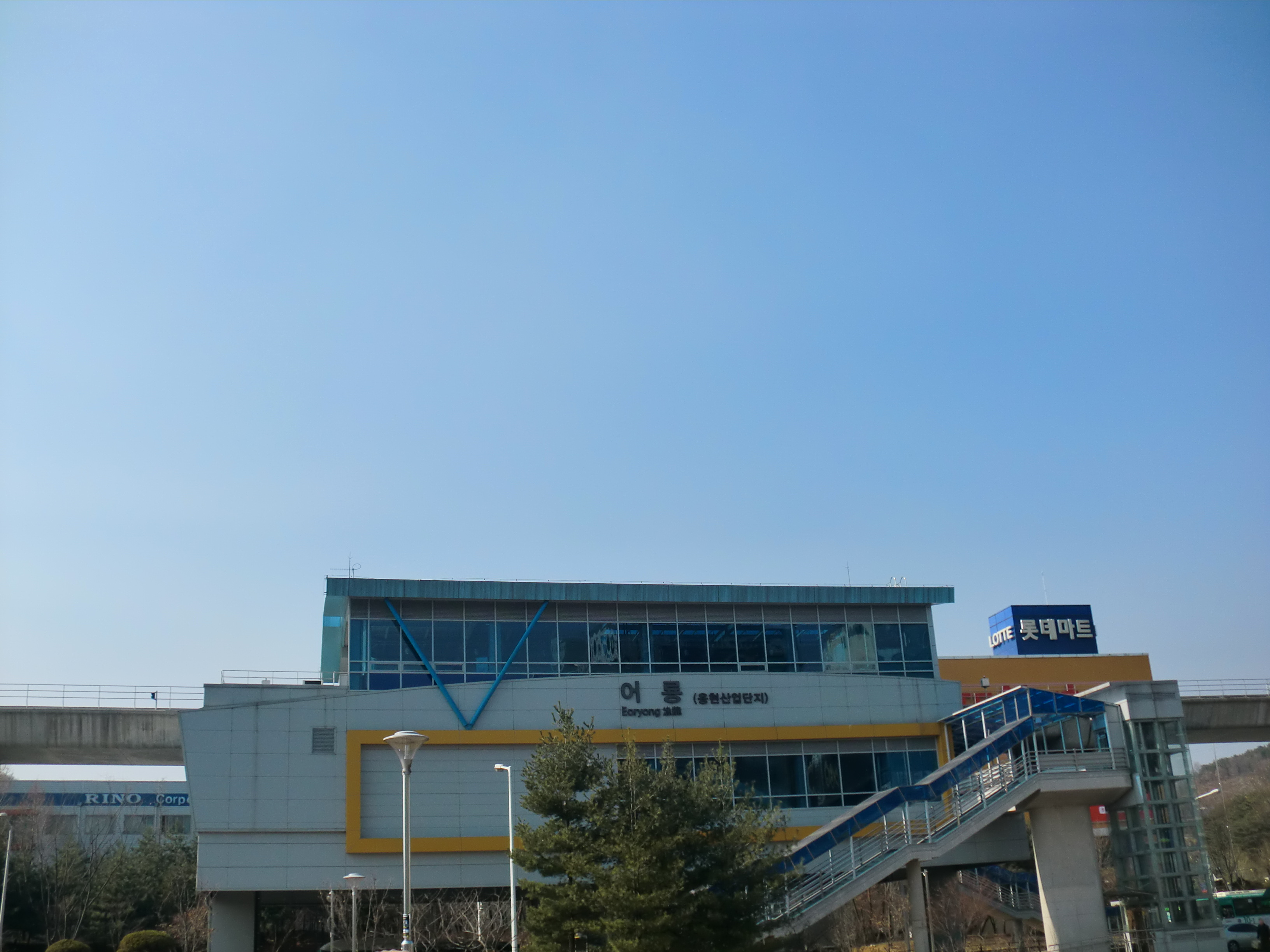
車站建築

## 相鄰車站
議政府輕軌交通
●議政府輕電鐵
昆弟（U122）－魚龍（U123）－松山（U124）